# Список стран, территорий и организаций, где русский является официальным языком

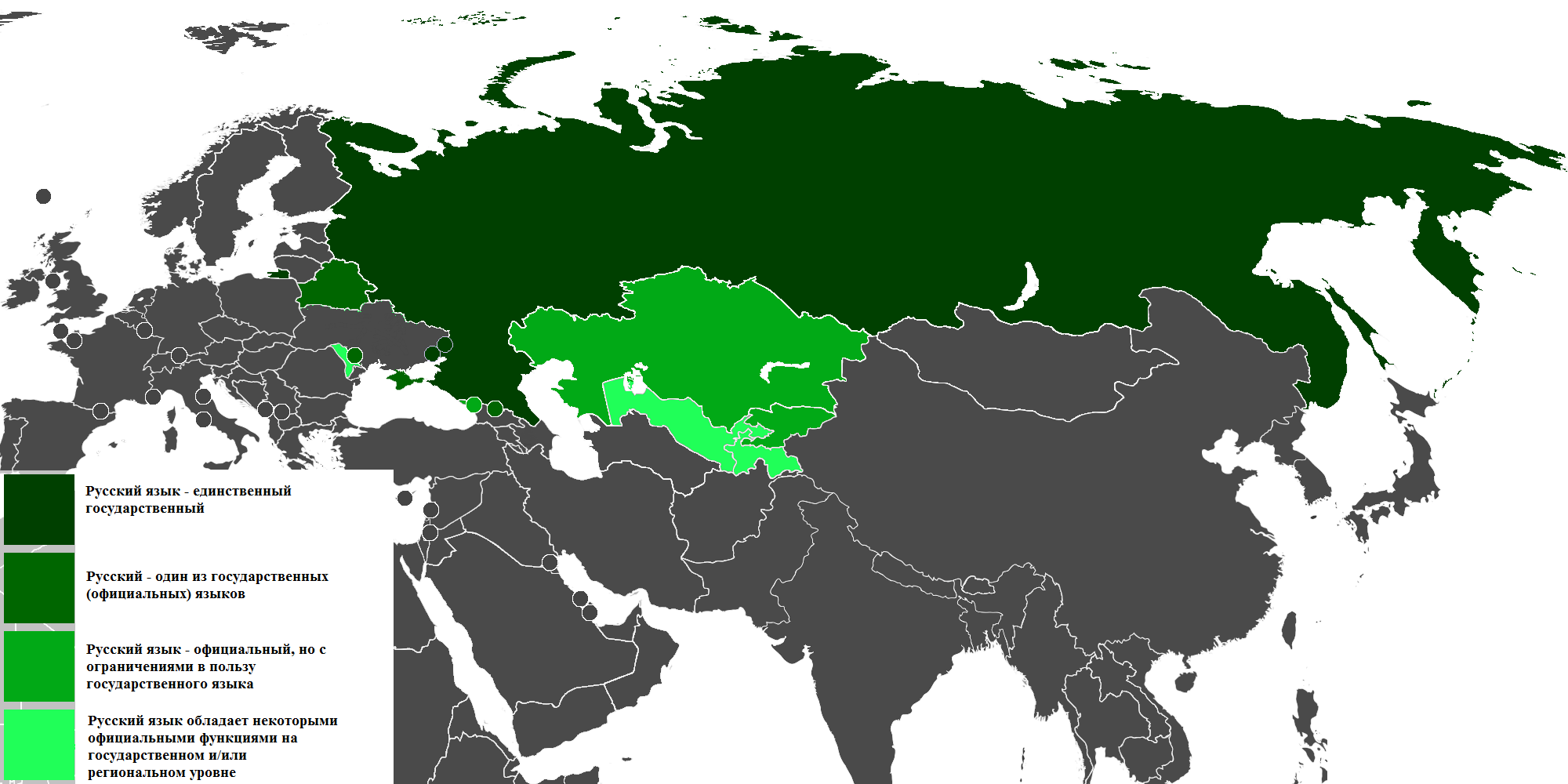
Статус русского языка в мире (в рамках фактически действующих юрисдикций)

Список государств, стран (территорий) и организаций, где русский является официальным языком — ниже представлен перечень государств, стран (территорий, регионов) и организаций, где русский язык является государственным/официальным языком, официальным языком с правовыми ограничениями, где русский язык обладает официальными функциями, языком национального меньшинства и так далее.

## Государственный / официальный язык
Русский язык является государственным (официальным) языком в следующих государствах:

 Россия
- Государственным языком Российской Федерации на всей её территории является русский язык. (Конституция РФ, ст. 68, п. 1)[1].
- Республики в составе РФ могут устанавливать свои государственные языки, которые употребляются наряду с русским.

 Беларусь
- Государственными языками в Республике Беларусь являются белорусский и русский языки. (Конституция РБ, ст. 17; по результатам Референдума 14 мая 1995)[2].

 Приднестровская Молдавская Республика
- Статус официального языка на равных началах придается молдавскому, русскому и украинскому языкам. (Конституция ПМР, ст. 12)[3].
- Однако, несмотря на декларируемое равенство официальных языков, русский язык законодательно используется шире, чем другие официальные языки. Например, арбитражное производство по делам с участием стороны, находящейся на территории другой страны СНГ, осуществляется только на русском языке. (ст. 14 Закона ПМР «О языках в Приднестровской Молдавской Республике»)[4].

## Официальный язык с правовыми ограничениями
Русский язык конституционно признан официальным языком, но его использование законодательно ограничено в некоторых сферах в пользу государственного языка в следующих государствах:

 Кыргызстан

- В Республике Кыргызстан в качестве официального употребляется русский язык. (Конституция РК, ст. 10, п. 2)[5].
- Принятый в 2000 году Закон Республики Кыргызстан «Об официальном языке Республики Кыргызстан» определяет статус русского языка как официального[6].
- Однако в 2013 году в данный закон были внесены поправки, ограничивающие использование русского языка. В частности: была исключена норма об издании указов и распоряжений Президента Республики Кыргызстан" также на официальном языке, помимо государственного; была введена норма, допускающая принятие и опубликование нормативных правовых актов представительных органов местного самоуправления исключительно на государственном языке при условии проживания на территории соответствующей административно-территориальной единицы преобладающего числа лиц, владеющих государственным языком, и наличия соответствующего решения представительного органа местного самоуправления[7].
- В 1993—2000 годах русский язык не имел официального статуса. В ч. 2 ст. 5 Конституции Республики Кыргызстан 1993 года русский язык упоминался в завуалированной форме — Кыргызская Республика гарантирует сохранение, равноправное и свободное развитие и функционирование русского и всех других языков, которыми пользуется население республики[8][9].

 Казахстан

- В государственных организациях и органах местного самоуправления наравне с казахским официально употребляется русский язык. (Конституция РК 1995 года, ст. 7, п. 2)[10].
- При этом, однако, не все государственные органы используют русский наравне с казахским: например, судопроизводство в Республике Казахстан ведется на казахском языке, наравне с казахским в судопроизводстве официально употребляется русский язык, а при необходимости и другие языки[11].
- Некоторые аналитики считают, что в казахстанском законодательстве статус русского языка выражен туманно и неконкретно[12].

 Республика Абхазия
- Русский язык наряду с абхазским признается языком государственных и других учреждений (Конституция Абхазии, ст. 6)[13].
- Тем не менее, официальное делопроизводство в государственных органах, учреждениях, организациях и на предприятиях ведется на государственном языке Республики Абхазия или при востребованности и на русском языке, а деятельности предприятий, учреждений и организаций русский язык используется на заседаниях и совещаниях лишь при невозможности использования государственного абхазского (ст. 11, 12 Закона Республики Абхазия «О Государственном языке Республики Абхазия»)[14].

  Южная Осетия
- Государственными языками в Республике Южная Осетия являются осетинский и русский языки. (Конституция РЮО, ст. 4, п. 1 (выдержка); по результатам Референдума 13 ноября 2011).
- При этом русский язык имеет некоторые законодательные ограничения в пользу осетинского языка. Например, дублированные надписи на русском языке не могут превышать по величине шрифта и формата надпись на осетинском языке, а в общем объеме выпускаемой государством печатной продукции не менее 2/3 должны составлять издания на осетинском языке[15].

## Государства и регионы, где русский язык обладает официальными функциями
Молдова

- Конституция Молдовы наделяет статусом государственного только румынский язык. При этом государство признает и охраняет право на сохранение, развитие и функционирование русского языка и других языков, используемых на территории страны[16].
- В Гагаузии официальными языками являются молдавский, гагаузский и русский языки, кроме того переписка с органами публичного управления Республики Молдова, предприятиями, организациями и учреждениями, расположенными за пределами Гагаузии, осуществляется на молдавском и русском языках. (Закон «Об особом правовом статусе Гагаузии (Гагауз Ери)», ст. 3)[17].
- В Административно-территориальных единицах левобережья Днестра[К 5] Согласно п. 2 ст. 6 Закона Молдовы «Об основных положениях особого правового статуса населенных пунктов левобережья Днестра (Приднестровья)» официальными языками Приднестровья являются молдавский язык на основе латинской графики, украинский и русский языки…[18]

 Румыния
В административных единицах Румынии, где старообрядцы-липоване составляют более 20 % населения, русский язык используется в муниципальных учреждениях (Закон № 215/2001, утверждённый Парламентом № 1206 от 27 ноября 2001 года). К таковым относится:
- в жудеце Констанца:

- коммуна Гиндерешть — 94,98 %

- в жудеце Сучава:

- коммуна Мушеница — 21,60 %

- в жудеце Тулча:

- коммуна Каракалиу — 89,74 %
- коммуна Слава Черкеза — 81,61 %
- коммуна Сарикёй — 45,82 %
- коммуна Журиловка — 44,94 %
- коммуна К. А. Росетти — 31,21 %
- коммуна Кришан — 24,61 %

 Украина
- В Автономной Республике Крым[К 6] согласно Конституции АРК русский язык используется во всех сферах общественной жизни (гл. 3, ст. 10) На русском языке издаются том числе — нормативно-правовые акты Верховного Совета АРК, Конституция АРК (гл. 1, ст. 4, п. 2), документы удостоверяющие статус гражданина (гл. 3, ст. 11); в качестве языка судопроизводства, нотариального производства, производства по делам об административных правонарушениях, юридической помощи (гл. 3, ст. 12); на нём принимается для пересылки почтовая и телеграфная корреспонденция от граждан (гл. 3, ст. 13, п.1); используется во всех сферах обслуживания (гл. 3, ст. 13, п.2)[28].

 Таджикистан

- Русский язык является языком межнационального общения (Конституция Таджикистана, ст. 2)[29].
- Данная конституционная норма получила развитие только в Законе РТ «О нормативно-правовых актах», согласно которому русский язык используется в законотворчестве[30]. В частности, на русском языке как языке межнационального общения наряду с государственным таджикским направляется проект нормативного правового акта соответствующему правотворческому органу (ст. 48 ч. 2), осуществляется официальное опубликование нормативных правовых актов (ст. 52 ч. 3), печатается «Свод законов Республики Таджикистан» (ст. 55 ч. 1), публикуется Единый государственный Реестр нормативных правовых актов Республики Таджикистан (ст. 56 ч. 2)[31][32].

 Узбекистан
- В Узбекистане акты о рождении, заключении брака, его расторжении и смерти оформляются на узбекском языке (с латинской графикой), но графы для заполнения в бланках оформляются на двух языках — узбекском (латинская графика) и русском[33].
- Согласно ст. 12 Закона «О государственном языке Республики Узбекистан»: В Республике Узбекистан нотариальные действия осуществляются на государственном языке. По требованию граждан текст оформленного документа нотариусом или лицом, исполняющим нотариальные действия, выдается на русском языке или при наличии возможности — на другом приемлемом языке[34].

 Израиль

- В Израиле производители и импортёры лекарств обязаны помещать в упаковки развернутую информацию о препарате на русском и арабском языках[35].

 США
- Нью-Йорк — учреждения штата предоставляют письменный перевод части документов и бесплатный устный перевод с/на русский[36].
- В 23 штатах США из 50 можно сдавать письменный экзамен для получения водительского удостоверения на русском языке[37].

 Австралия
- Русский является языком одной из общин Австралии. Его знание учитывается официальной системой подсчета баллов для получения иммиграционной визы[38].

## Язык национального меньшинства
По национальному законодательству, либо Европейской хартии региональных языков или языков меньшинств русский язык признан языком меньшинства в следующих государствах:
 Армения 

 Китай[уточнить] 

 Польша 

 Словакия 

 Украина 

 Финляндия 

 Хорватия 

 Чехия

## Попытки придания русскому языку статуса государственного
Латвия
- В 2012 году в стране прошёл референдум за принятие законопроекта, который путём поправок к конституции наделял русский язык государственным статусом наряду с латышским. В результате «за» проголосовало 24,88 %, «против» — 74,8 %[45]. Таким образом, законопроект был отклонён, и русский язык не получил государственного статуса.

## Исторический официальный статус
Белоруссия
- В 1994—1996 годах русский язык имел статус языка межнационального общения. Республика Беларусь обеспечивает право свободного пользования русским языком как языком межнационального общения — Конституция РБ от 15 марта 1994 года, ст. 17[46].

 Казахстан
- В 1993—1995 годах русский язык имел статус языка межнационального общения (Конституция РК 1993 года, Основы конституционного строя, п. 8)[47].

 Молдова
- С 1989 по 2018, затем с 2020 года действует Закон «О функционировании языков на территории Молдавской ССР», в котором русский язык определяется как язык межнационального общения[48].

 Украина
- С 2012 по 2018 годы[49] действовал Закон Украины «Об основах государственной языковой политики», который предоставлял русскому ряд официальных функций. Согласно данному закону:
  - Основными языками информатики на Украине являлись украинский, русский и английский языки. Компьютерные системы и их программное обеспечение, используемые органами государственной власти и органами местного самоуправления, государственными предприятиями, учреждениями и организациями, должны были быть обеспечены возможностью обрабатывать украиноязычные, русскоязычные и англоязычные тексты (ст. 22 Закона Украины «Об основах государственной языковой политики»)[50].
  - В административных единицах, где доля носителей языка составляет более 10 %, при соответствующем решении местных советов на русском языке принимались акты органов местного самоуправления, на русском могли распространяться тексты официальных объявлений в пределах данных территорий, русский язык использовался в экономической и социальной деятельности[51].

  Южная Осетия 
- В 2001—2012 годах русский имел статус официального языка. Русский язык, наряду с осетинским … признаётся официальным языком органов государственной власти, государственного управления и местного самоуправления в Республике Южная Осетия — ст. 4, выдержка из п. 2 Конституции РЮО от 8 апреля 2001 года.

Русский язык также был официальным в следующих ныне не существующих государствах:

 Российская империя (1721—1917)
- Использовался де-факто до 1906 года.
- Общегосударственный в 1906—1917 годах согласно ст. 3 Основных Государственных Законов — Русский язык есть язык общегосударственный и обязателен в армии, во флоте и во всех государственных и общественных установлениях…[52][53]

 Российская республика (1917)
- Общегосударственный с 1 сентября по 25 октября 1917 года по действующим Основным Государственным Законам согласно ст. 3 — Русский язык есть язык общегосударственный и обязателен в армии, во флоте и во всех государственных и общественных установлениях…

 Советская Россия (1917—1922)
- Общегосударственный с 25 октября 1917 года по 19 июля 1918 года по действующим Основным Государственным Законам согласно ст. 3 — Русский язык есть язык общегосударственный и обязателен в армии, во флоте и во всех государственных и общественных установлениях…
- Принятая 10 июля 1918 года Конституция РСФСР (вступила в силу 19 июля), отменявшая действие Основных Государственных Законов, не предусматривала официального языка в государстве. Де-факто русский язык продолжал использоваться.

 Литовско-Белорусская Советская Социалистическая Республика (1919)
- В 1919 году один из пяти общегосударственных языков ЛитБела согласно декрету Совета народных комиссаров ЛитБела от 21 марта 1919 года «О национальных правах населения республики»[54] — Пять языков — литовский, польский, еврейский, белорусский и русский, как наиболее распространенные в Республике, считаются Общегосударственными языками[55].

 Советская Социалистическая Республика Белоруссия (1920—1922)
- С 1920 по 1922 год один из четырёх языков независимой ССРБ согласно Декларации «О провозглашении независимости Советской Социалистической Республики Белоруссии» — Устанавливается полное равноправие языков (белорусского, русского, польского и еврейского) в сношениях с государственными учреждениями и в организациях и учреждениях народного просвещения и социалистической культуры[56].
- В 1922 году ССРБ объединилась с РСФСР, УССР и ЗСФСР в СССР, в дальнейшем функционирование языков на её территории определялось внутрисоюзными законами.

 СССР (1922—1991)
- Использовался де-факто до 1990 года
- Официальный в 1990—1991 согласно ст.4 р.1 Закона СССР от 24.04.1990 «О языках народов СССР» — …С учётом исторически сложившихся условий и в целях обеспечения общесоюзных задач русский язык признаётся на территории СССР официальным языком СССР и используется как средство межнационального общения…[57][58][59]
- В конституциях союзных республик устанавливались официальные функции для русского и других языков.

 ЧРИ (1991—2000/2007)
- Официальные функции в 1992—2007 согласно ст. 52 р. 2 Конституции ЧРИ — …Граждане Чеченской Республики обращаются к государственным и общественным органам на чеченском или русском языках…[60]

 НКР (2021—2023)
- 25 марта 2021 года Национальное собрание непризанной НКР признало за русским языком статус официального в республике[61]. При этом государственным языком НКР был только армянский язык.

## Организации, в которых русский язык является официальным или рабочим
- Содружество Независимых Государств (СНГ) — Рабочим языком Содружества является русский язык — Устав Содружества Независимых Государств, ст. 35[62] (не подписан Украиной и Туркменистаном)
- Организация по безопасности и сотрудничеству в Европе (ОБСЕ)
- Организация Объединённых Наций (ООН)

-  Международное агентство по атомной энергии (МАГАТЭ)
-  Международная организация гражданской авиации (ИКАО)
-  Организация Объединённых Наций по вопросам образования, науки и культуры (ЮНЕСКО)
-  Всемирная организация здравоохранения (ВОЗ)
- Всемирная организация интеллектуальной собственности (ВОИС)
- Международный союз электросвязи (МСЭ)
-  Всемирная метеорологическая организация (ВМО)
- Всемирная туристская организация (ЮНВТО)
-  Продовольственная и сельскохозяйственная организация ООН (ФАО)
- Международный фонд сельскохозяйственного развития (МФСР)

- Евразийское экономическое сообщество (ЕврАзЭС) — Рабочим языком ЕврАзЭС является русский язык — Договор об учреждении Евразийского экономического сообщества, ст. 17[63].

- Евразийская экономическая комиссия (ЕЭК)
  - Рабочим языком Комиссии является русский язык — Договор о Евразийской экономической комиссии, ст. 33.
  - …Запросы направляются в письменной форме на русском языке — Регламент работы Евразийской экономической комиссии, гл. II, ч. 6, ст. 84.
  - Ответ направляется в письменной форме на русском языке… — Регламент работы Евразийской экономической комиссии, гл. II, ч. 6, ст. 86.
  - Официальный сайт Комиссии в сети Интернет ведётся на русском, белорусском, казахском и английском языках Коллегией. Порядок его формирования и ведения утверждается Коллегией.
Официальное опубликование решений Комиссии на официальном сайте Комиссии в сети Интернет осуществляется на русском языке… — Регламент работы Евразийской экономической комиссии, гл. VI, ст. 103.

- Организация Договора о коллективной безопасности (ОДКБ) — Официальным и рабочим языком Организации является русский язык — Устав Организации Договора о коллективной безопасности, ст. 28[66].
- Шанхайская организация сотрудничества (ШОС)
- Секретариат Договора об Антарктике (СДА)
- Международная организация по стандартизации (ИСО)
- Союзное государство — Официальными языками Союзного государства являются государственные языки государств-участников без ущерба для конституционного статуса их государственных языков. В качестве рабочего языка в органах Союзного государства используется русский язык — Договор о создании Союзного государства, ст. 11[67].
- Организация за демократию и экономическое развитие — ГУАМ (ГУАМ) — Официальными и рабочими языками ГУАМ являются английский и русский — Устав Организации за демократию и экономическое развитие — ГУАМ, ст. 17[68].
- Региональная метрологическая организация КООМЕТ (КООМЕТ)

- Заседания Комитета ведутся на английском и/или на русском языках — Меморандум о сотрудничестве, р. 6, ст. 1.
- Документы общего распространения, получаемые и рассылаемые Секретариатом, должны быть отредактированы на английском и на русском языках — Меморандум о сотрудничестве, р. 6, ст. 2.
- Окончательные отчеты по выполненным работам могут быть отредактированы на английском, французском, немецком или русском языках. Авторам отчетов предоставляется выбор языка, достаточно понятного для тех специалистов, которым они желают сообщить свою информацию или соображения — Меморандум о сотрудничестве, р. 6, ст. 3.

- Федерация футбола Центральной Азии (ФФЦА) — подразделение (субфедерация) Азиатской футбольной конфедерации (АФК)

 Функционирует русскоязычная версия официального сайта НАТО.
- ФИФА

## Список литературы
1. ↑  Статья 68, пункты 1 и 2 Конституции РФ. Дата обращения: 4 сентября 2013. Архивировано 4 марта 2020 года.
2. ↑  Статья 17 Конституции Беларуси
3. ↑  Конституция ПМР. Дата обращения: 4 сентября 2013. Архивировано из оригинала 20 сентября 2008 года.
4. ↑  Закон ПМР "О языках в Приднестровской Молдавской Республике". Дата обращения: 7 июня 2016. Архивировано 4 июня 2016 года.
5. ↑  Статья 10, пункт 2 Конституции Киргизии. Дата обращения: 4 сентября 2013. Архивировано из оригинала 18 декабря 2012 года.
6. ↑  Об официальном языке Кыргызской Республики Архивная копия от 5 августа 2016 на Wayback Machine ЦЕНТРАЛИЗОВАННЫЙ БАНК ДАННЫХ ПРАВОВОЙ ИНФОРМАЦИИ КЫРГЫЗСКОЙ РЕСПУБЛИКИ
7. ↑  Политика вытеснения. В Киргизии урезали права русского языка Архивная копия от 25 августа 2016 на Wayback Machine Русский мир
8. ↑  Конституция Кыргызстана 1993 года. Дата обращения: 3 сентября 2013. Архивировано из оригинала 7 августа 2013 года.
9. ↑  Русский язык в Кыргызстане. Дата обращения: 3 сентября 2013. Архивировано из оригинала 4 марта 2016 года.
10. ↑  Статья 7, пункт 2 Конституции Казахстана. Дата обращения: 4 сентября 2013. Архивировано из оригинала 19 августа 2012 года.
11. ↑  Закон Республики Казахстан от 11 июля 1997 года № 151-I О языках в Республике Казахстан. Дата обращения: 13 октября 2015. Архивировано 14 июня 2020 года.
12. ↑  Чернова Людмила Русские в Казахстане — диаспора или единый казахстанский народ? Архивная копия от 23 сентября 2017 на Wayback Machine
13. ↑  Конституция Абхазии. Дата обращения: 4 сентября 2013. Архивировано 28 сентября 2013 года.
14. ↑  Закон Республики Абхазия «О государственном языке Республики Абхазия». Дата обращения: 2 июня 2016. Архивировано 29 марта 2016 года.
15. ↑  Закон Южной Осетии "О государственных языках Республики Южная Осетия". Дата обращения: 7 июня 2016. Архивировано 23 июня 2016 года.
16. ↑  Конституция Республики Молдова. Дата обращения: 4 сентября 2013. Архивировано 5 июня 2019 года.
17. ↑  Закон «Об особом правовом статусе Гагаузии (Гагауз Ери)». Дата обращения: 4 сентября 2013. Архивировано 3 декабря 2013 года.
18. ↑  Закон «Об основных положениях особого правового статуса населенных пунктов левобережья Днестра (Приднестровья)». Дата обращения: 4 сентября 2013. Архивировано 15 января 2013 года.
19. ↑  HOTARARE nr. 1.206 din 27 noiembrie 2001 pentru aprobarea Normelor de aplicare a dispozitiilor privitoare la dreptul cetatenilor apartinand unei minoritati nationale de a folosi limba materna în administratia publica locala, cuprinse în Legea administratiei publice locale nr. 215/2001. Дата обращения: 1 июля 2016. Архивировано из оригинала 12 августа 2016 года.
20. ↑  Localitate: GHINDĂREŞTI // Etno-demografică a României :  [рум.] : [арх. 4 августа 2012]. — 2002.
21. ↑  Localitate: MUŞENIŢA // Etno-demografică a României :  [рум.] : [арх. 4 августа 2012]. — 2002.
22. ↑  Localitate: CARCALIU // Etno-demografică a României :  [рум.] : [арх. 4 августа 2012]. — 2002.
23. ↑  Localitate: SLAVA CERCHEZĂ // Etno-demografică a României :  [рум.] : [арх. 4 августа 2012]. — 2002.
24. ↑  Localitate: SARICHIOI // Etno-demografică a României :  [рум.] : [арх. 4 августа 2012]. — 2002.
25. ↑  Localitate: Jurilovka // Etno-demografică a României :  [рум.] : [арх. 4 августа 2012]. — 2002.
26. ↑  Localitate: C. A. Rosetti // Etno-demografică a României :  [рум.] : [арх. 4 августа 2012]. — 2002.
27. ↑  Localitate: CRIŞAN // Etno-demografică a României :  [рум.] : [арх. 4 августа 2012]. — 2002.
28. ↑  Конституция АР Крым. Дата обращения: 13 февраля 2012. Архивировано 6 мая 2013 года.
29. ↑  Конституция Таджикистана. Дата обращения: 15 августа 2012. Архивировано из оригинала 30 июля 2012 года.
30. ↑  В Таджикистане русский язык вновь пустят в законотворчество Архивная копия от 13 июня 2011 на Wayback Machine — Азия-Плюс, 09/06/2011
31. ↑  О внесении изменений и дополнений в Закон Республики Таджикистан «О нормативных правовых актах». Дата обращения: 14 августа 2013. Архивировано 3 декабря 2013 года.
32. ↑  Законодательство Таджикистана за 2009 год. Дата обращения: 14 августа 2013. Архивировано 11 августа 2013 года.
33. ↑  В Узбекистане загсы будут оформлять документы и на русском языке. Дата обращения: 15 ноября 2012. Архивировано 5 ноября 2012 года.
34. ↑  «О государственном языке Республики Узбекистан». Дата обращения: 4 августа 2013. Архивировано 3 декабря 2013 года.
35. ↑  В Израиле исчезнут лекарства из-за русского языка Архивная копия от 13 апреля 2013 на Wayback Machine — сursorinfo.co.il
36. ↑  Language Access Архивная копия от 2 декабря 2016 на Wayback Machine Департамент труда Штата Нью-Йорк (англ.) ГУБЕРНАТОР КУОМО (CUOMO) ОБЪЯВЛЯЕТ ОБ ОБЕСПЕЧЕНИИ УЧРЕЖДЕНИЯМИ ШТАТА НЬЮ-ЙОРК БЕСПЛАТНЫХ УСЛУГ ЯЗЫКОВОГО ДОСТУПА Архивная копия от 15 февраля 2017 на Wayback Machine Губернатор штата Нью-Йорк 2012
37. ↑  Free Online Driver Permit Training. Дата обращения: 25 июня 2016. Архивировано 22 июня 2016 года.
38. ↑  Иванна Костюхина. ИММИГРАЦИЯ В АВСТРАЛИЮ: ПРЕДЛОЖЕНИЯ ЗЕЛЕНОГО КОНТИНЕНТА Архивная копия от 20 июля 2017 на Wayback Machine//UBR, 11.11.2013
39. ↑  Государства-Стороны в Европейской хартии региональных языков или языков меньшинств и их региональные языки или языки меньшинств Архивная копия от 31 июля 2018 на Wayback Machine стр. 9
40. 1 2 3 4  Государства-Стороны Европейской хартии региональных языков или языков меньшинств и их региональные языки или языки меньшинств (перечислены по языкам на стр. 6). Дата обращения: 3 мая 2021. Архивировано 18 января 2021 года.
41. ↑  Биткеева А.Н., Голик М.Я. Языки Китая: социолингвистический портрет // Ученые записки Орловского государственного университета. Серия: Гуманитарные и социальные науки. — 2015. — Вып. 6. — С. 107–112. — ISSN 1998-2720. Архивировано 17 декабря 2023 года.
42. ↑  Оговорки и заявления по Договору №:148 - Европейская хартия региональных языков или языков меньшинств. Дата обращения: 1 апреля 2021. Архивировано 14 июня 2021 года.
43. ↑  Закон о правах национальных меньшинств Республики Хорватия. Дата обращения: 3 апреля 2021. Архивировано 14 марта 2022 года.
44. ↑  Свод законов Чешской Республики. Дата обращения: 2 апреля 2021. Архивировано 20 января 2022 года.
45. ↑  Результаты референдума в Латвии (2012). Дата обращения: 8 сентября 2013. Архивировано 15 апреля 2012 года.
46. ↑  КОНСТИТУЦИЯ РЕСПУБЛИКИ БЕЛАРУСЬ 15 марта 1994 г. Дата обращения: 11 августа 2018. Архивировано 15 июня 2019 года.
47. ↑  Конституция Республики Казахстан от 28 января 1993 года
48. ↑  О функционировании языков на территории Молдавской ССР Архивная копия от 3 марта 2016 на Wayback Machine
49. ↑  На Херсонщині кримськотатарська мова стала регіональною Архивная копия от 30 апреля 2013 на Wayback Machine — Gazeta.ua, 21 квітня 2013
50. ↑  Закон Украины «Об основах государственной языковой политики», статья 22. Дата обращения: 15 августа 2012. Архивировано 16 июня 2013 года.
51. ↑  Закон Украины «Об основах государственной языковой политики», статьи 7, 10 и 11. Дата обращения: 15 августа 2012. Архивировано 16 июня 2013 года.
52. ↑  Статус русского языка как общегосударственного был закреплён в основных государственных законах Российской империи (ст. 3 в редакции от 23.04.1906)
53. ↑  Основные государственные законы Российской империи. Дата обращения: 15 августа 2012. Архивировано 7 февраля 2009 года.
54. ↑  Ковкель И. И., Ярмусик Э. С. История Беларуси с древних времен до нашего времени. Минск.: «Аверсэв», 2000. — 592 с.
55. ↑  Борьба за Советскую власть в Литве в 1918—1920 гг: сборник документов. Дата обращения: 27 октября 2017. Архивировано 10 марта 2016 года.
56. ↑  ДЕКЛАРАЦИЯ О ПРОВОЗГЛАШЕНИИ НЕЗАВИСИМОСТИ СОВЕТСКОЙ СОЦИАЛИСТИЧЕСКОЙ РЕСПУБЛИКИ БЕЛОРУССИИ. Дата обращения: 15 августа 2013. Архивировано 6 марта 2017 года.
57. ↑  Ленин выступал против обязательного государственного языка. Поэтому в СССР русский язык обрёл статус официального и языка межнационального общения лишь по закону «О языках народов СССР» от 24.04.1990 (ст. 4).
58. ↑  Ленин В. И. Нужен ли обязательный государственный язык?
59. ↑  Закон СССР от 24.04.1990 «О языках народов СССР» (недоступная ссылка)
60. ↑  Конституция ЧРИ. Дата обращения: 15 августа 2012. Архивировано 21 июня 2013 года.
61. ↑  Парламент Карабаха признал русский язык официальным языком республики. РБК. Дата обращения: 24 июня 2021. Архивировано 26 мая 2021 года.
62. ↑  http://www.cis.minsk.by/page.php?id=180. Дата обращения: 5 сентября 2013. Архивировано из оригинала 27 мая 2018 года.
63. ↑  ДОГОВОР об учреждении Евразийского экономического сообщества от 10 октября 2000 года. Дата обращения: 4 сентября 2013. Архивировано 21 августа 2013 года.
64. ↑  ДОГОВОР о Евразийской экономической комиссии
65. 1 2 3  Регламент работы Евразийской экономической комиссии. Дата обращения: 5 сентября 2013. Архивировано 4 декабря 2013 года.
66. ↑  У С Т А В ОРГАНИЗАЦИИ ДОГОВОРА О КОЛЛЕКТИВНОЙ БЕЗОПАСНОСТИ. Дата обращения: 4 сентября 2013. Архивировано 26 сентября 2010 года.
67. ↑  Договор о создании Союзного государства
68. ↑  Устав Организации за демократию и экономическое развитие — ГУАМ. Дата обращения: 4 сентября 2013. Архивировано из оригинала 17 июля 2012 года.
69. 1 2 3  1/4 МЕМОРАНДУМ О СОТРУДНИЧЕСТВЕ. Дата обращения: 1 ноября 2013. Архивировано 3 ноября 2013 года.